# Árbitro de tênis

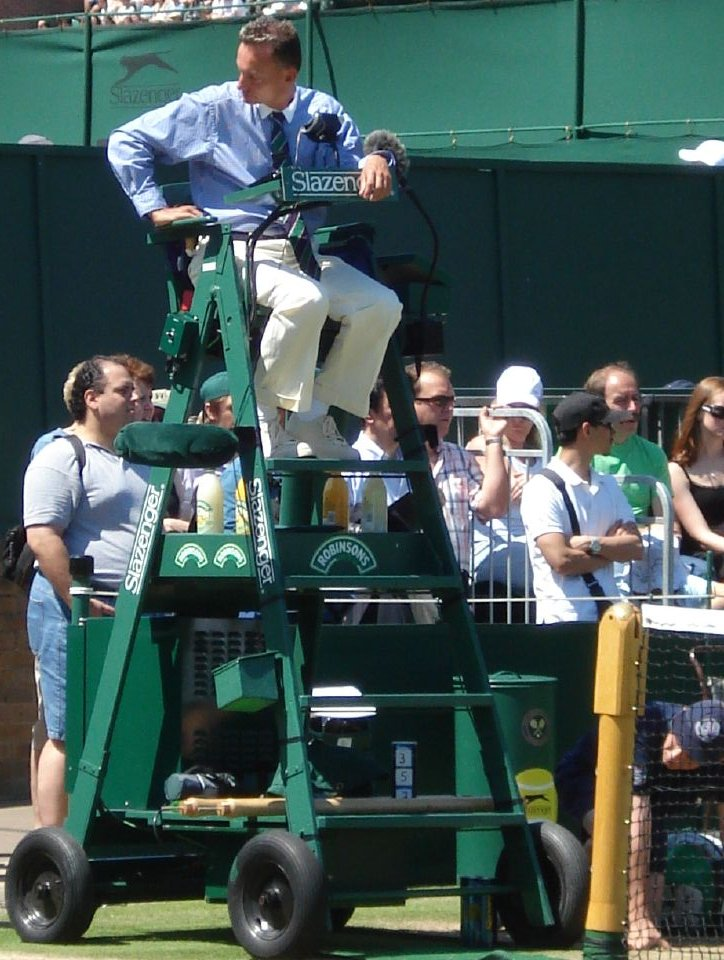
O árbitro de cadeira Lars Graff se posiciona antes de uma partida em Wimbledon

No tênis, um oficial é uma pessoa que garante que um jogo ou torneio é realizado de acordo com as Regras da Federação Internacional de Tênis e outros regulamentos da competição.
Nos níveis mais altos do esporte, uma equipe de até 11 oficiais pode estar na quadra a qualquer momento. Esses oficiais são divididos em categorias com base em sua responsabilidade durante a partida. Em contraste, muitas partidas de tênis são realizadas sem que nenhum oficial esteja presente diretamente na quadra.

## Certificação
Os oficiais de tênis são certificados pela respectiva associação nacional. A ITF também certifica os oficiais nas categorias de árbitro de cadeira, árbitro e árbitro principal. Cada certificação ou "crachá" da ITF é dividida em cinco níveis de certificação. O primeiro, emblema verde, é considerado suficiente para arbitrar nos mais altos níveis de tênis dentro da própria nação oficial e não é dividido em categorias (e é usado principalmente em áreas de língua espanhola e francesa, onde uma organização nacional pode não estar presente ). O segundo, o distintivo branco, é dividido em três categorias (presidente, chefe e árbitro), mas permanece apenas como uma certificação nacional. Os três seguintes, crachá de bronze (apenas árbitro da cadeira), prata e ouro, são considerados certificações internacionais. Esses oficiais internacionais são aqueles vistos nos níveis mais altos de jogo, como o Grand Slams, o ATP e o WTA Tours, o Fed e o Davis Cups.

## Árbitro da cadeira
O árbitro da cadeira é a autoridade final em todas as questões de fato durante a partida. Questões de fato incluem se uma bola estava dentro, o chamado de um serviço deixado ou o chamado de uma falta de pé. Nos jogos em que os árbitros de linha também são designados, o árbitro de cadeira tem o direito de anular se ele ou ela tiver certeza de que um erro claro foi cometido. O árbitro da cadeira está frequentemente situado em uma cadeira alta no centro da quadra, atrás de um poste. Os bancos dos jogadores estão em ambos os lados da cadeira. A partir desta posição, o árbitro da cadeira chama a pontuação da partida para os jogadores e espectadores entre os pontos. Na conclusão de um ponto, jogo ou set, o árbitro de cadeira controla o tempo dos jogadores para garantir que eles sigam os regulamentos da ITF no ritmo de jogo. O árbitro da cadeira é responsável por completar um scorecard, o registro histórico oficial da partida.

## Linha de árbitro

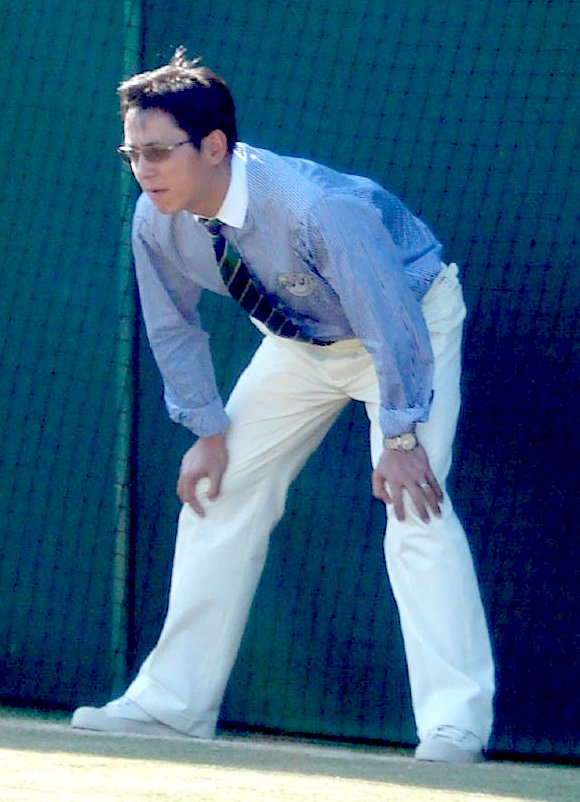
Um árbitro de linha está na posição pronta, concentrando-se em sua linha designada

O árbitro da linha "chama todas os golpes relacionadas às linhas atribuídas". Os árbitros de linha trabalham em quadra como parte de uma equipe de um a nove árbitros de linha. Cada árbitro de linha é atribuído a uma linha.
O árbitro de linha assinala uma bola fazendo uma chamada verbal ("falta" de um saque) seguida pela extensão do ombro do braço na direção em que a bola saiu. Uma bola que é sinalizada como "segura" ou "boa", é sinalizada segurando ambas as mãos juntas até o joelho na frente do corpo. Um árbitro de linha que não consiga chamar um tiro (geralmente porque um jogador obstrui sua visão) sinaliza isto segurando suas mãos ao lado de sua cabeça, o lado superior apontando na mesma direção que os olhos; esse call é então a responsabilidade do árbitro de cadeira. Os árbitros de linha também são responsáveis por chamar os saltos de pé. Quando os árbitros da linha de base estão sendo usados, eles observam se o servidor toca qualquer parte da linha de base antes que a bola seja atingida. Os árbitros da linha de serviço do centro são responsáveis por chamar os saltos de pé quando o servidor passa pela extensão imaginária da linha central. Chamadas de Footfault são feitas com uma chamada verbal "Footfault" seguida de uma extensão vertical do braço com a palma da mão aberta.

## Funcionários fora do court

### Juiz
O árbitro "é o oficial que é responsável por garantir que a competição seja justa e disputada sob as Regras de Tênis da ITF". O árbitro supervisiona todos os aspectos do jogo em um torneio, incluindo a conduta de jogadores, treinadores, espectadores e equipe administrativa. O árbitro deve estar presente sempre que as partidas estiverem sendo disputadas.
O árbitro também "é a autoridade final em todas as questões da lei de tênis". Qualquer jogador pode recorrer da interpretação da lei de tênis do árbitro da cadeira para o árbitro do torneio ou vice-árbitro. Ao tomar a decisão sobre uma apelação, o árbitro deve considerar as regras de fato do árbitro da cadeira, bem como as declarações dos jogadores e árbitros de linha. A decisão do árbitro é final.
O árbitro também é responsável por fazer o sorteio do torneio de acordo com os regulamentos da competição. A realização do sorteio inclui a determinação de sementes e a colocação de jogadores e adeptos . O árbitro deve então trabalhar com os organizadores do torneio para agendar as partidas. Esse processo ficou muito mais fácil nos últimos anos com a introdução de programas de computador que completam as planilhas de sorteio e os cronogramas com base nas entradas dos jogadores online e na disponibilidade dos tribunais.
Durante o jogo de um torneio, o árbitro é a única autoridade na suspensão do jogo devido a condições meteorológicas e outras preocupações.
O árbitro geralmente é visto apenas na quadra durante a administração de um tempo limite médico. Devido às complexas regulamentações que ditam os intervalos médicos, o árbitro acompanha o médico no tribunal. O árbitro está presente para explicar os procedimentos e regulamentos para o jogador e treinador, e para o tempo limite para garantir que nenhum tempo extra seja dado, pois isso seria interpretado como uma vantagem injusta.

### Árbitro chefe
O árbitro principal de um torneio "nomeia e substitui ou reatribui, quando necessário, os árbitros, (e) os árbitros de linha". Os árbitros-chefes são usados principalmente em grandes torneios profissionais e são responsáveis pelo recrutamento e contratação de oficiais para o torneio. Durante o torneio, o árbitro principal atribui árbitros aos tribunais, sujeito a anulação pelo árbitro. O árbitro chefe também coleta os scorecards dos árbitros no final da partida e, portanto, pode fornecer à mídia qualquer informação factual que eles possam solicitar.

## Lista dos atuais árbitros da cadeira ITF Gold Badge

### Mulheres
- Eva Asderaki-Moore (Grécia)
- Mariana Alves (Portugal) (Árbitro da presidência da partida das quartas de final do Aberto dos EUA em 2004, envolvendo Serena Williams, que resultou na adoção da revisão eletrônica. )
- Marija Čičak (Croácia)
- Louise Engzell (Suécia)
- Alison Hughes (anteriormente Lang) (Grã-Bretanha)
- Juan Zhang (China)
- Marijana Veljović (Sérvia)
- Julie Kjendlie (Noruega)
- Tamara Vrhovec-Wojcik (Croácia)

### Homens
- Carlos Bernardes (Brasil)
- Mohamed El Jennati (Marrocos)
- Jake Garner (EUA)
- Roland Herfel (Alemanha)
- Emmanuel Joseph (França)
- James Keothavong (Grã-Bretanha) (2010-)
- Mohamed Lahyani (Suécia) (Presidente da presidência do torneio Isner-Mahut no Wimbledon Championships de 2010, a partida mais longa já realizada em uma turnê profissional. )
- Pascal Maria (França)
- Gianluca Moscarella (Itália) (2010-)
- Cédric Mourier (França)
- Fergus Murphy (Irlanda)
- Ali Nili (EUA)
- Kader Nouni (França)
- Carlos Ramos (Portugal)
- Damian Steiner (Argentina) (2005-)
- John Blom (Austrália)
- Renaud Lichtenstein (França)
- Pierre Bacchi (França)
- Manuel Messina (Itália)
- Félix Torralba (Espanha)
- Damien Dumusois (França)